# Chironomus brevinervis
Chironomus brevinervis är en tvåvingeart som först beskrevs av Holmgren 1869.  Chironomus brevinervis ingår i släktet Chironomus och familjen fjädermyggor.
Artens utbredningsområde är Norge. Inga underarter finns listade i Catalogue of Life.